# Gorg Daraq
Gorg Daraq (persiska: گرگ درق, Gūgdarraq) är en ort i Iran.   Den ligger i provinsen Östazarbaijan, i den nordvästra delen av landet, 400 km nordväst om huvudstaden Teheran. Gorg Daraq ligger 1 548 meter över havet och antalet invånare är 491.
Terrängen runt Gorg Daraq är kuperad söderut, men norrut är den platt. Gorg Daraq ligger nere i en dal. Runt Gorg Daraq är det ganska glesbefolkat, med 40 invånare per kvadratkilometer. Närmaste större samhälle är Torkmanchay, 13,0 km öster om Gorg Daraq. Trakten runt Gorg Daraq består i huvudsak av gräsmarker.